# Samsiite, Veliko Tărnovo
Samsiite (în bulgară Самсиите) este un sat în comuna Veliko Tărnovo, regiunea Veliko Tărnovo,  Bulgaria. 

## Demografie
Componența etnică a satului Samsiite
     Nicio identificare (100%)
     Altele (0%)
La recensământul din 2011, populația satului Samsiite era de 1 locuitori. . Pentru 100% din locuitori nu este cunoscută apartenența etnică.